# Corymbia gilbertensis
Corymbia gilbertensis är en myrtenväxtart som först beskrevs av Joseph Henry Maiden och William Faris Blakely, och fick sitt nu gällande namn av Kenneth D. Hill och Lawrence Alexander Sidney Johnson. Corymbia gilbertensis ingår i släktet Corymbia och familjen myrtenväxter. Inga underarter finns listade i Catalogue of Life.